# Chanson païenne (film, 1950)
Pour les articles homonymes, voir Chanson païenne.
Pour plus de détails, voir Fiche technique et Distribution.
Chanson païenne (Pagan Love Song) est un film américain en Technicolor réalisé par Robert Alton, sorti en 1950.

## Synopsis
Mimi Bennett, qui vit avec sa riche tante Kate sur l'île polynésienne de Tahiti. Il rêve de quitter un jour le Pacifique Sud pour aller vivre en Amérique du Nord. L'arrivée de l'instituteur Hazard Endicott change ses plans car ce dernier a hérité d'un domaine sur l'ile. Confondant Mimi avec une fille indigène, il l'embauche comme domestique.
Le domaine s'avère être un peu plus grand que prévu et Endicott comprend de travers une invitation à faire la fête chez Kate : il arrive en tenue décontractée alors que tous les autres invités sont vêtus élégamment. Plus tard, Mimi et lui entament une romance.

## Fiche technique
- Titre français : Chanson païenne
- Titre original : Pagan Love Song
- Réalisation : Robert Alton
- Scénario : Jerry Davis et Robert Nathan (en), d’après le roman Tahiti Landfall de William S. Stone (1946)
- Musique : Alexander Courage, Adolph Deutsch, Roger Edens et Conrad Salinger (non crédités)
- Chorégraphie : Alex Romero
- Direction artistique : Randall Duell et Cedric Gibbons
- Décorateur de plateau : Jack D. Moore et Edwin B. Willis
- Costumes : Helen Rose
- Photographie : Charles Rosher
- Montage : Adrienne Fazan
- Producteur : Arthur Freed
- Société de production et de distribution : Metro-Goldwyn-Mayer (MGM)
- Pays de production :  États-Unis
- Langue d'origine : anglais américain
- Format : couleur (Technicolor) — 35 mm — 1,37:1 — son : mono (Western Electric Sound System)
- Genre : film musical, comédie romantique
- Durée : 76 minutes
- Dates de sortie :
  - États-Unis : 25 décembre 1950 (New York)
  - États-Unis : 29 décembre 1950 (sortie nationale)
  - France : 15 février 1952
- Affiche : Roger Rojac (France)

## Distribution
- Esther Williams : Mimi Bennett
- Howard Keel : Hazard Endicott
- Minna Gombell : Kate Bennett
- Charles Mauu : Tavae
- Rita Moreno : Terru
- Marcelle Corday : la comtesse Mariani